# Zendmast Bezuidenhout
Zendmast Bezuidenhout werd in 1965 gebouwd in Den Haag als straalverbindingstoren voor het telefoonnetwerk van PTT. Het betonnen bouwwerk had aanvankelijk een hoogte van 100 meter en is later verhoogd tot 133 meter. De zendmast was gedurende 33 jaar het hoogste bouwwerk in Den Haag, totdat in 1998 kantoortoren Castalia werd opgeleverd.

## Bouw
De toren, die oorspronkelijk deel uitmaakte van een netwerk voor straalverbindingen voor het telefoonnetwerk tussen de grote steden in de Randstad, staat aan de Louise Henriëttestraat in het Beatrixkwartier in Den Haag. De zendmast verrees in korte tijd: Op 19 augustus 1965 werd het beton voor de funderingsplaat gestort en op 12 oktober dat jaar werd het hoogste punt bereikt. Er werd gebruik gemaakt van glijbeton waardoor de toren met een snelheid van 20 tot 25 centimeter per uur kon groeien. De toren staat met een afwijking van 4 centimeter niet loodrecht, wat ten tijde van de bouw binnen acceptabele marges was. Een jaar later kon de toren in gebruik worden genomen. De zendmast heeft een diameter van 10 meter en een wanddikte van circa 35 centimeter. Het ontwerp was gemaakt door de Rijksgebouwendienst.

## Gebruik
Oorspronkelijk was de toren alleen bestemd voor telecommunicatie van telefonie. Later begon de toren ook dienst te doen voor uitzendingen van radio en vanaf 2004 ook digitale televisie. De 37 verdiepingen van de tot 133 meter verhoogde toren zijn in de 21e eeuw als datacenter in gebruik genomen door Cellnex Telecom.

## Districtscentrale
In 1969 werd er naast de toren een telefoon-districtscentrale gebouwd. Deze werd door drie luchtbruggen met de toren verbonden. Tijdens de bouw vond bijna een tragedie plaats, toen een bouwsteiger van 40 meter hoogte en 50 meter lengte langs de voor- en zijgevel grotendeels instortte. De aanwezige bouwvakkers konden zichzelf in veiligheid brengen door via een raamopening het gebouw binnen te klimmen, terwijl enkelen een sprong van ongeveer tien meter naar beneden waagden. Meer dan lichte verwondingen liepen ze niet op.

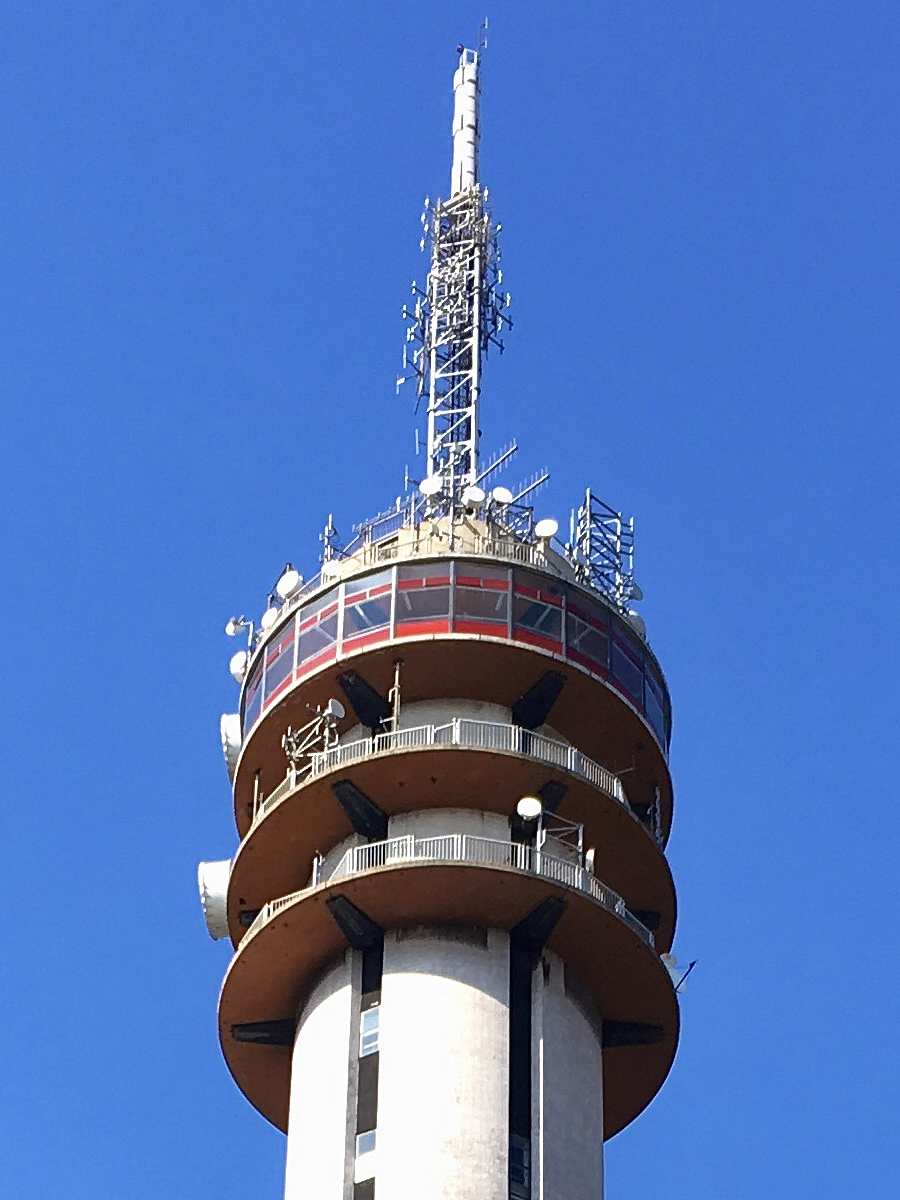
Top van de zendmast in 2020

Gerbrandytoren ·
Telecomtoren Waalhaven ·
Televisietoren Goes ·
TenneT-toren ·
Omroeptoren van Hilversum ·
Toren van Spannenburg ·
Televisietoren Mierlo ·
Televisietoren Smilde ·
Toren van Wormer ·
Zendmast Bezuidenhout